# Ciência da informação

A ciência da informação é um campo interdisciplinar principalmente preocupado com a análise, coleta, classificação, manipulação, armazenamento, recuperação e disseminação da informação registrada.
Ou seja, esta ciência estuda a informação desde a sua gênese até o processo de transformação de dados em conhecimento. 

## Correntes teóricas
Alguns profissionais afirmam que a Ciência da Informação pode ser dividida em seis correntes teóricas. Elas são: 
- Estudos de natureza matemática (incluindo a recuperação da informação e a bibliometria);
- Teoria sistêmica (origem em princípios da biologia);
- Teoria crítica (fundamentam-se principalmente nas humanidades – particularmente na ﬁlosoﬁa e na história);
- Teorias de classificação e representação;
- Estudos em produção e comunicação científica;
- Estudos de usuários (seu objetivo era o de mapear características de determinada população para planejar as informações mais adequadas a serem oferecidas com ﬁns de educação e socialização);
- Neo-documentalismo

## Relação com o conhecimento
Todos os campos do conhecimento alimentam-se de informação, mas poucos são aqueles que a tomam por objeto de estudo e este é o caso da Ciência da Informação. Por outro lado, esta informação de que trata a Ciência da Informação movimenta-se num território multifacetado, tanto podendo ser informação numa determinada área quanto sob determinada abordagem.
Assim, informação, por ser objeto de estudo da Ciência da Informação, permeia os conceitos e definições da área. E, embora informação não possa ser definida nem medida, o fenômeno mais amplo que este campo do conhecimento pode tratar é a geração, transferência ou comunicação e uso da informação, aspectos contidos na definição de Ciência da Informação. Por outro lado, deve ser explicitado que, embora haja relação profunda entre conhecimento e informação, os dois termos são distintos, portanto, não são sinônimos e, na literatura, esta é uma questão recorrente.

## Origens e evolução da ciência da informação
Vannevar Bush publicou o artigo “As We May Think” no volume de julho de 1945 do The Atlantic Monthly, apontando os problemas decorrentes do volume e do valor da informação liberada após a segunda Guerra Mundial.
Acabava a guerra, e a informação mantida secreta naquele período seria colocada à disposição do mundo. Designado pelo presidente Roosevelt, Dr. Vannevar Bush foi, de 1938 a 1942, o responsável pelo Comitê Nacional de Pesquisa, depois Office for Scientific Research and Development. A missão de Vannevar Bush foi a de congregar cerca de 6 000 cientistas americanos e europeus, para direcioná-los ao esforço de guerra. “As We May Think” versava sobre o problema da informação em ciência e tecnologia e os possíveis obstáculos que poderiam ser encontrados na sua organização e repasse sociedade. Os entraves seriam relativos a:
a) formação dos recursos humanos adequados;
b) o material de armazenamento e recuperação utilizado;
c) o arcabouço teórico-metodológico existente para organização e armazenamento da informação gerada durante a guerra.
O artigo de Bush apareceu primeiro em 1939, em uma carta ao editor da revista Fortune, mas teve sua histórica versão publicada no periódico Atlantic Monthly. Posteriormente a revista Life fez várias observações e chamadas sobre problema e o trabalho de Bush. Isso era o máximo de exposição de que uma questão poderia ter mídia da época. Vannevar Bush pode ser considerado seu expoente e o ano de 1945, a data de fundação da Ciência da Informação com a publicação de “As We May Think”. Tal artigo indicou uma mudança de paradigma em ciência e tecnologia, envolvendo: profissionais, instrumentos de trabalho e o defasagem das práticas de representação da informação para seu processamento, armazenagem e recuperação.
Bush introduziu a noção de associação de conceitos ou palavras na organização da informação, pois este seria o padrão que o cérebro humano utiliza para transformar informação em conhecimento. Indicou que os sistemas de classificação e indexação existentes à época eram limitadores e não-intuitivos. Os processos para armazenar e recuperar informação deveriam ser operacionalizados por associação de conceitos “como nós pensamos”.
A formação do profissional da informação foi dita conservadora para a época; Bush propôs o Memex como utensilio tecnológico para armazenar e recuperar documentos através de associação de palavras e, especialmente, advertiu que a base teórica na construção dos sistemas de ordenamento da informação estava, além de ultrapassada, errada.
As ideias de Bush provocaram tamanho frisson na época que foram parar em Londres. Em 1946, um ano após o término da Segunda Guerra, foi realizada em Londres a Royal Society Scientific Conference, na qual se discutiu muito pouco sobre, mas que levou à realização, em 1948, da Royal Society Scientific Information Conference. Cerca de 340 cientistas de diferentes áreas e documentalistas de todo mundo compareceram a essa conferência, que durou dez dias úteis. Os seus Proceedings Of the Conference on Scientific Information têm 743 p., divididos em dois volumes e em quatro seções.
Os cientistas de quase todas as áreas tinham propostas para resolver os problemas da gestão da informação, mas para não perder o seu status acadêmico, a nova área foi criada com o nome de Ciência da Informação.
O licenciado em Ciência da Informação, designado geralmente por "profissional da informação" ou "gestor de informação" está habilitado a exercer profissionalmente funções de:
- Administrador de dados;
- Analista de informação;
- Cientista da informação;
- Consultor em informação;
- Gestor de informação ou gestor de conteúdos, nomeadamente na Internet;
- Gestor de recursos de informação;
- Gestor de sistemas de informação.

Na Inglaterra e no resto do mundo, esses acontecimentos, desde a publicação de “As We May Think” até a conferência de 1948 da Royal Society, provocaram uma dissensão com a Biblioteconomia que durou perto de 40 anos. Um ano após a conferência da Royal Society de Londres, Jason Farradane, J. Bernal e outros criaram O Institute for Information Scientists, para acolher as novas ideias e os novos pesquisadores surgidos nessa “nova” área.
Nesta mesma época, em 1952, foi criado pelo grupo dos Cientistas da Informação o Classification Research Group, para propor novas teorias de armazenamento e recuperação da informação. O problema da época era o grande volume de informação e sua gestão. Os profissionais que fundaram o Institute for Information Scientists criaram sob o comando de Ferradane o primeiro curso de pós-graduação em Ciência da Informação na The City University, anteriormente Northampton College of High Tecnology, localizado em Londres, Inglaterra. Mensageira do futuro, a área foi criada em uma faculdade de alta tecnologia e vinculada inicialmente ao Business Administration Centre da Universidade (Centro de Administração e Negócio).
O Surgimento dos Sistemas Automatizados de Recuperação da Informação é considerado o sustentáculo para surgimento da Ciência da Informação. A situação após a Segunda Guerra despertou, notadamente nos países desenvolvidos, um grande interesse pelas atividades de ciência e tecnologia, ocasionando um aumento considerável de conhecimentos.
Esse Fenômeno, denominado como “explosão de informação”, caracterizou-se por um crescimento exponencial de registros de conhecimento, particularmente em ciência e tecnologia. Tal fenômeno trazia em seu bojo um problema básico, que era a tarefa de tornar mais acessível um acervo crescente, proveniente daqueles registros.
O emprego do computador no tratamento e na recuperação da informação de maneira sistemática trouxe novas perceptivas para serviços de bibliotecas e de informação, notadamente, nas indústrias. O computador permite um comportamento mais preciso e racional no tratamento da informação, além de possibilitar a manipulação de grade dados. O trabalho com a recuperação de informações deu subsídio para o desenvolvimento de inúmeras aplicações bem-sucedidas (produtos, sistemas, redes, serviços).

## Gênese da ciência da informação
A Ciência da Informação nasceu para resolver um grande problema, tanto do ponto de  vista da documentação quanto da recuperação da informação: o de reunir, organizar e tornar acessível o conhecimento cultural, científico e tecnológico produzindo em todo mundo.
Um evento importante para o desenvolvimento da área, foi quando passou por uma acentuada evolução após Segunda Guerra Mundial, ocasionada pelo surgimento da Teoria da Matemática da Informação, descrita por Shanon e Weaver no final dos anos 1940. Essa teoria, adotada por muitas outras áreas, explica os problemas de transmissão de mensagens através de canais mecânicos de comunicação. O princípio de toda comunicação implica na transmissão de uma mensagens entre uma fonte(emissor) e um destino (receptor) utilizando um canal. O emissor ou fonte pode ser um indivíduo, um grupo ou um empresa. O receptor ou destinatário e quem recebe a mensagem. Esse modelo de comunicação, elaborado por engenheiros para comunicação entre pessoas através de máquinas, não atendeu às necessidades teóricas da Ciência da Informação, mas vez que, ao se que chegam em todos os lados, sendo necessária uma seleção para compreender aquelas que interessam particularmente a um indivíduo.
A data de 1958 é assinalada como uns dos marcos na formalização da nova disciplina, quando foi fundado, no Reino unido, o Institute of Information Scientists (IIS). Na industria moderna houve um acrescente demanda de informação para maior desempenho das organizações. Como a atividade se expandiu e se formalizou, houve necessidade de treinamento para aqueles que optavam por essa atividade, o conjunto desse treinamento passou a se chamar “Ciência da Informação”. O uso do termo cientista da informação pode ter tido a intenção de distinguir os cientistas de laboratório, uma vez que o interesse principal daqueles membros era a organização da informação científica e tecnológica. Os membros denominados cientistas da informação eram profissionais de várias disciplinas que se dedicavam às atividades de organizar e suprir de informação científica.
Os avanços da informática desde a década de 1960 transformaram e estimularam as atividades de armazenamento e recuperação da informação. Com a utilização do computador, a Ciência da Informação passou a enfrentar novos desafios. Assim, da atividade de recuperar informações emergiram novas questões a serem estudadas, necessidades de novas conceituações e construções teóricas, empíricas e pragmáticas. O impacto dos computadores e das telecomunicações no gerenciamento da informação foi tão grande que hoje a Ciência da Informação e tecnologia da informação estão frequentemente juntas na discussão sobre o percurso da área.
Está relacionada a outras ciências como:
- Arquivologia
- Administração
- Análise de Sistemas
- Biblioteconomia
- Ciência da Computação
- Comunicação Social
- Contabilidade
- Arquitetura de Informação
- Engenharia de Produção
- Engenharia de software
- Gestão do Conhecimento
- Gestão da Informação
- História
- Memória
- Museologia

## Ciência da informação e Biblioteconomia
A Ciência da Informação é originária da Biblioteconomia, inclusive diversos autores destacam a utilização para sua formação os princípios técnicos e científicos biblioteconômicos. Após a sua concepção inicial, a Ciência da Informação passou a absorver outros referenciais teóricos de outras áreas do conhecimento, passou a a ter orientações paradigmáticas diferenciadas com o tempo se expandindo e assim se distanciando de sua origem - a Biblioteconomia, por este motivo o Cientista da Informação não está habilitado para trabalhar em Bibliotecas ou exercer funções como Bibliotecário.
A Ciência da Informação passou a ser uma instituição de reflexão da informação, como um campo que estuda a ação mediadora entre a informação e o conhecimento adquirido pelo indivíduo. Nesse sentido, a Ciência da Informação difere da Biblioteconomia pelo valor colocado no foco com cada área “reflete” a importância relativa dos fluxos de informação que são internos e os voltados para exterior em um sistema de armazenamento e recuperação da informação. A Biblioteconomia olha, essencialmente, para um fluxo interno de um sistema, que passa pela seleção, aquisição, catalogação, classificação, indexação, armazenamento, recuperação e disponibilidade para uso de itens de informação.
A Ciência da Informação introduz um pensamento mais direcionado aos fluxos externos, localizados nas extremidades do fluxo interno a que foram referidos antes.

## Relação da Ciência da Informação com a Comunicação
A Ciência da Informação pode ser definida, segundo Oliveira, como “o estudo dos fenômenos ligados à produção, organização, difusão e utilização de informações em todos os campos do saber”. Sua origem está relacionada, brevemente citando, à biblioteconomia, à bibliografia e à documentação.
Já a Ciência da Comunicação, segundo Melo, “tem como objeto central a informação, transmitida por um comunicador a um receptor, utilizando um canal e um sistema de códigos específicos e posteriormente recuperados para a transmissão de novas informações”. Ela pode ser dividida em três vertentes, o jornalismo, a publicidade e o cinema.
As duas ciências são interdisciplinares em seus estudos, porque abrangem outras áreas do conhecimento, como história, antropologia, sociologia, para completar a aprendizagem para a formação de profissionais capazes e dão suporte a outros campo do saber.
A Ciência da Informação estuda a informação como um fenômeno, que precisa de um processo para se efetivar. Já a Comunicação, pensa na informação como um processo, que necessita de um fenômeno para se originar e para ter o que processar. Ambas se interessam pela informação e na atenção ao público.
Essas duas se diferem quanto ao “objeto” de conhecimento. Para a Biblioteconomia, que se preocupa com a geração de novos conhecimentos, “a informação tem o papel de gerar conhecimentos, por isso se estuda de forma particular a seleção, a aquisição, o tratamento, a organização e as formas de acesso e uso da informação sempre visando o público que a receberá”. Já o jornalismo, segundo Beltrão, é “a informação de fatos correntes, devidamente interpretados e transmitidos periodicamente à sociedade, com o objetivo de difundir conhecimentos e orientar a opinião pública, no sentido de promover o bem comum”.
Ambas as ciências se complementam no âmbito de que a Ciência da Informação processa todo o conteúdo, o que economiza o tempo para a Comunicação, que não precisa realizar tudo novamente.
Elas possuem uma relação local. A ligação entre os dois campos de estudos é diferente entre os países e suas próprias formações no currículo são diferentes.
Sua relação institucional é definida pela ligação entre as duas disciplinas nos organismos de ensino, pesquisa e extensão. Algumas universidades, como a Faculdade de Biblioteconomia e Comunicação da Universidade Federal do Rio Grande do Sul (FABICO/UFRGS).
Entre elas pode ser estabelecida uma relação comparativa, pelo fato da utilização da literatura científica de uma delas para procurar novas linhas de pensamento para a outra.
Tanto a Ciência da Informação como a Comunicação tem o intuito de produzir e transmitir as formas e os conteúdos simbólicos das culturas e sociedades. Além de as duas serem campos de estudos dos significados.

## Paradigma da ciência da informação
O paradigma da Ciência da Informação  compõe-se de um grupo de ideias relativas ao processo que envolve o movimento da informação em um sistema de comunicação humana. Este paradigma surgiu nos anos 1950, quando ideias da engenharia de comunicações e teorias cibernéticas obtiveram êxito na representação das propriedades do sistema de transmissão de sinais em termos matemáticos. Tornou-se então, a base das tentativas para caracterizar e modelar o processo de recuperação da informação e/ou do documento.
A teoria consiste em um ponto de origem (emissor), um canal pelo qual passa informação em um ponto de destino (receptor), com possibilidade de codificações decodificação para fins de retroalimentação.
No campo da Ciência da Informação, este paradigma tem, então, como fenômeno central o movimento da informação em um sistema de comunicação. O processo é modelado em termos de fluxo da informação entre dois pontos através de um canal, permitindo, para controle, a incorporação do feedback.
Este paradigma também contém fragilidades que não puderam ser superadas. O fato de orientar-se da Teoria da Matemática da Comunicação, idealizada para transmissão de sinais, ao ser transposto para o ambiente da Ciência da Informação, não permitiu considerar os aspectos cognitivos da informação e nem o desejo do usuário como componentes que alteram significativamente o processo de recuperação da informação dentro de um sistema.
Pode-se notar que a literatura sobre os modelos matemáticos de recuperação da informação, assim como os conceitos de pertinência, relevância e outros, diminuiu, por algum tempo. Quando surgiu a rede mundial de computadores e, com isso, a oferta de inúmeros serviços de informação, esses modelos voltaram a ser preocupações de pesquisa.
A transmissão de um paradigma em crise para um novo não chega a ser um processo acumulativo. A reconstrução da área de estudo é feita a partir de novos princípios, reconstrução que altera algumas generalizações teóricas mais elementares do paradigma, bem como muitos de seus métodos e aplicações. Assim apesar da ação revolucionária do novo modelo, havendo coincidência entre os problemas que podem ser resolvidos por ambos. Parece ser este um momento de transição de área, quando ela testa nova teoria na busca de soluções para crise. Essa crise coincide com surgimento das novas tecnologias de processamento, armazenamento e disseminação da informação, principalmente deslocando os catálogos de bibliotecas de seus locais de origem, levando-os para perto dos usuários através das bases de dados. A Ciência da Informação é uma área em construção, uma vez que é um campo disciplinar muito recente. Suas teorias e conceituações para o crescimento de seu campo teórico e de suas práticas profissionais dependem de uma boa formação acadêmica e compromisso por parte dos profissionais.

## Possibilidades de atuação e habilidades necessárias para o profissional da informação
A atuação do cientista/profissional da informação tem sido alvo de vários estudos. Com isso as habilidades específicas de tal profissional são:
- Interagir e agregar valor os processos de geração, transferência e uso da informação, em todo e qualquer ambiente.
- Criticar, investigar, propor, planejar, executar e avaliar recursos e produtos de informação.
- Trabalhar com fontes de informação de qualquer natureza.
- Processar a informação registrada em diferentes tipos de suporte, mediante a aplicação de conhecimentos teóricos e práticos de coleta, processamento, armazenamento e difusão da informação.
- Realizar pesquisas relativas a produtos, processamento, transferência e uso da informação.

O mercado de trabalho do cientista profissional da informação divide-se em três grandes grupos.
- Mercado Informacional Tradicional –  que se prepõe de bibliotecas públicas, universitárias, escolares, especializadas, centro culturais e arquivos.
- Mercado Informacional Existente e Não-Ocupado –  que inclui editoras, livrarias, empresas privadas, provedores de internet, banco de dados.
- Mercado Informacional de Tendências –  que compreende a atuação em centros de informação/documentação em empresas privadas, banco e bases de dados eletrônicos e digitais, portais de conteúdo e portais de acesso na rede global (Internet) e em redes institucionais internas (Intranet).

A Association of Independent Information Professionals, aponta a possibilidade de atuação do profissional da informação nas áreas de:

- Business Research and Analysis – Relatórios de Negócios; perfil de empresa concorrente e finanças, planejamento de cenários, projeções financeiras, demográficas e outras, a análise estratégica e de negócios e planejamentos.
- Mercado e Indústria, Investigação e Análise – Perfis da Indústria; scans de mídia, serviços de clipping ou feeds RSS em indústrias ou concorrentes; a coleta, organização e filtragem de dados; varreduras ambientais; análise da literatura de patentes, rastreamento e análise de políticas, apoio ao desenvolvimento económico; tecnologia de aferição.
- Negócio – No atendimento a empresários executivos que necessitam de informação precisas que os mantenham em nível de competição com outras empresas. Estes podem ser considerados como clientes típicos e variam desde proprietário de empresas de pequeno porte aos diretores de grandes companhias, firmas de seguro e de investimento, agências de publicidade e relações públicas, indústrias de manufatura e serviço. Muitos profissionais da informação descobriram oportunidades novas em treinar seus clientes na pesquisa básica e no desenvolvimento da intranet, e, ainda, ao fornecerem serviços como valor agregado, como análise de resultados de pesquisa.
- Pesquisa de Informações Online – Busca de notícias; buscas na literatura comercial de banco de dados.
- Informação / Gestão do Conhecimento – Gestão de informação e análise do conhecimento e planejamento, sistemas de gerenciamento de documentos, organização de arquivo; desenvolvimento wiki; histórias orais, auditorias de informação.
- Pesquisa Jurídica – Fornecimento de informações sobre leis, estatutos, andamento de processos, recursos ou argumentos informacionais que podem ser realizados pelos operadores do direito (advogados de defesa e/ou acusação em um julgamento, juízes, oficiais de justiça, dentre outros).
- Saúde – No processamento de informações (utilização de descritores, metadados, definição de linguagens de indexação e terminologias), desenvolvimento e gerenciamento de Sistemas de Informação, como Registros eletrônicos em Saúde e Prontuários Eletrônicos dos Pacientes, no gerenciamento de base de dados estatísticas e bibliográficas, por exemplo, sobre epidemias, cuidados com saúde, no fornecimento de informações que possam auxiliar médicos e enfermeiros no processo de tomada de decisão, subsidiar políticas públicas na área de saúde e promover programas de prevenção de doenças.
- Banco de Finanças – Na recuperação e análise de informações estratégicas e competitivas determinantes para transações comerciais e financeiras de sucesso.
- Poder Público – Em diversas instâncias, que vão desde atuação em universidades e centros de pesquisas até arquivos públicos e gestão de banco de dados que incluem documentos orçamentários, pesquisa sobre distribuição de renda, qualidade de vida e população.
- Ciência e Tecnologia – No fornecimento de informação para o embasamento e a consolidação de pesquisas de profissionais de todas as áreas do conhecimento, atendendo desde pesquisadores de Ciências Exatas até os de Ciências Humanas e Biológicas. Todos esses campos apresentam possibilidades de reais atuações diretamente associada à capacidade de gestão de informações, à comunicação e à interdisciplinaridade com outras áreas, tendo na tecnologia uma fonte aliada.
- Redação, edição e criação de documentos – Relatórios, white papers e propostas; publicação, edição, checagem dos fatos.
- Treinamento e Consultoria – Palestras e oficinas sobre técnicas de pesquisa, consultoria em fontes de informação.

## Programas de Graduação
"Em 1994 na UFSCar foi criado o curso de graduação em Biblioteconomia e Ciência da Informação, majoritário na oferta de disciplinas para o curso de Biblioteconomia e Ciência da Informação". O primeiro curso brasileiro de graduação Bacharelado em Ciências da Informação foi criado pela Pontifícia Universidade Católica de Minas Gerais, PUC-MG, em 2000 e "O Curso de Biblioteconomia foi instituído na UFPA em 1963 com o objetivo de formar profissionais para atuarem na biblioteca da própria universidade e nas demais bibliotecas e centros de documentação no Estado do Pará. Com o novo paradigma tecnoinformacional que eclodiu a partir dos anos de 1960 o bibliotecário teve seu espaço de trabalho ampliado no contexto do chamado mercado da informação". Esse curso encerrou suas atividades. 
A Universidade Federal de Santa Catarina criou o curso no ano de 2015. Com o início das aulas da primeira turma em 14 de março de 2016.
- Universidade Federal de Santa Catarina (UFSC) - Departamento de Ciência da Informação - Graduação em Ciência da Informação - 2015
- Universidade Federal de Santa Catarina (UFSC) 14 março de 2016  Início do primeiro semestre letivo - 2016
- Faculdade de Biblioteconomia e Ciência da Informação- Fundação Escola de Sociologia e Política de São Paulo

## Programas de pós-graduação
A formação de recursos humanos para pesquisa e a docência ocorre por meio dos cursos e programas de pós-graduação, que oferecem a pós-graduação stricto sensu, ou seja, nível de mestrado, doutorado e mais recentemente, curso de Mestrado Profissional. Estes são abertos a graduados proveniente de diferentes áreas, desde que atendam aos critérios de seleção estabelecidos.
No Brasil, segundo o site da Associação Nacional de Pesquisa e Pós-Graduação em Ciência da Informação (ANCIB), o campo conta com 16 programas de pós-graduação, abrigados nas seguintes instituições:
- Instituto Brasileiro de Informação em Ciência e Tecnologia (IBICT), em convênio com a Universidade Federal do Rio de Janeiro (UFRJ) - Programa de Pós-Graduação em Ciência da Informação – Mestrado - 1970. Doutorado - 1992.
- Universidade do Estado de Santa Catarina (UDESC) - Programa de Pós-Graduação em Gestão da Informação - Mestrado Profissional - 2016
- Universidade Estadual de Londrina (UEL) - Programa de Pós-Graduação em Ciência da Informação - Mestrado Profissional em Gestão da Informação - 2008.
- Universidade Federal Fluminense (UFF) - Programa de Pós-Graduação em Ciência da Informação – Mestrado 2007. Doutorado - 2014.
- Universidade Federal de Minas Gerais (UFMG) - Programa de Pós-Graduação em Ciência da Informação – Mestrado 1976 e Doutorado – 1997
- Universidade Federal da Paraíba (UFPB) - Programa de Pós-Graduação em Ciência da Informação – Mestrado – 1977
- Universidade de Brasília (UNB)  - Programa de Pós-Graduação em Ciência da Informação– Mestrado – 1978 e Doutorado - 1982
- Universidade Estadual Paulista “Julio de mesquita Filho” (Campus de Marília/SP) Programa de Pós-Graduação em Ciência da Informação – Mestrado iniciou em 1998 e Doutorado em 2005
- Universidade Federal da Bahia (UFBA) Programa de Pós-Graduação em Ciência da Informação – Mestrado - 1998
- Universidade Federal de Santa Catarina (UFSC) Programa de Pós-Graduação em Ciência da Informação - Mestrado – 2003
- Universidade Federal de Pernambuco (UFPE) Programa de Pós-Graduação em Ciência da Informação - Mestrado – 2009
- Universidade de São Paulo - Escola de Comunicações e Artes da Universidade de São Paulo (USP – ECA) - Programa de Pós-Graduação em Ciência da Informação - Mestrado e Doutorado - 2006 (Origem: Mestrado, 1972. Doutorado, 1980, Programa de Pós-Graduação em Ciências da Comunicação).
- Universidade Federal do Rio Grande do Sul (UFRGS) - Programa de Pós-Graduação em Ciência da Informação – Mestrado – 2018.
- Universidade Federal do Rio Grande do Sul (UFRGS) - Programa de Pós-Graduação em Comunicação & Informação – Mestrado – 1995 e Doutorado - 2000.
- Universidade Federal do Estado do Rio de Janeiro (UNIRIO) - Programa De Pós-Graduação Em Memória Social – Mestrado - 1988. Doutorado - 2005.
- Universidade Federal do Estado do Rio de Janeiro (UNIRIO) - Programa De Pós-Graduação Em Museologia e Patrimônio - Mestrado, 2006.
- Universidade Federal do Rio Grande do Norte (UFRN) - Programa de Pós-Graduação em Ciências da Informação - Mestrado Profissional - 2015.[16]
- Universidade Federal do Pará (UFPA) - Programa de Pós-Graduação em Ciências da Informação - Mestrado. 2017
- Universidade Federal de Alagoas (UFAL) - Programa de Pós-Graduação em Ciência da Informação (PPGCI-UFAL) - Mestrado. 2018[17]

## Periódicos Brasileiros em Ciência da Informação(Área - Comunicação e Informação/ Qualis-Capes)
ISSN               TÍTULO
2318-0889       TRANSINFORMAÇÃO https://periodicos.puc-campinas.edu.br/transinfo/about
1808-5245       EM QUESTÃO https://seer.ufrgs.br/index.php/EmQuestao/about
1518-2924       ENCONTROS BIBLI (ONLINE) https://periodicos.ufsc.br/index.php/eb/about
1981-8920       INFORMAÇÃO & INFORMAÇÃO (Inf.& Inf) https://ojs.uel.br/revistas/uel/index.php/informacao/about
1809-4783       INFORMAÇÃO & SOCIEDADE (I&S) https://periodicos.ufpb.br/index.php/ies/about
1981-5344       PERSPECTIVAS EM CIÊNCIA DA INFORMAÇÃO https://periodicos.ufmg.br/index.php/pci/about
2178-2075       INCID: REVISTA DE DOCUMENTAÇÃO E CIÊNCIA DA INFORMAÇÃO https://revistas.usp.br/incid
1807-8583       INTEXTO (PPGC - UFRGS) https://seer.ufrgs.br/index.php/intexto/about
1808-3536       LIINC EM REVISTA  https://revista.ibict.br/liinc/about
1980-6949       RBBD. REVISTA BRASILEIRA DE BIBLIOTECONOMIA E DOCUMENTAÇÃO https://rbbd.febab.org.br/rbbd/about
1678-765X      RDBCI - REVISTA DIGITAL DE BIBLIOTECONOMIA E CIÊNCIA DA INFORMAÇÃO https://periodicos.sbu.unicamp.br/ojs/index.php/rdbci/about
2237-826X      ATOZ: NOVAS PRÁTICAS EM INFORMAÇÃO E CONHECIMENTO https://revistas.ufpr.br/atoz/about
1981-1640       BRAJIS - BRAZILIAN JOURNAL OF INFORMATION SCIENCE: RESEARCH TRENDS https://revistas.marilia.unesp.br/index.php/bjis/about
1518-8353       CIÊNCIA DA INFORMAÇÃO https://revista.ibict.br/ciinf/index
2525-3468       INFORMAÇÃO EM PAUTA  https://www.periodicos.ufc.br/informacaoempauta/about
1414-0594       REVISTA ACB: BIBLIOTECONOMIA EM SANTA CATARINA https://revista.acbsc.org.br/racb
0103-3557       ÁGORA: ARQUIVOLOGIA EM DEBATE https://agora.emnuvens.com.br/ra
1809-4775       BIBLIONLINE (JOÃO PESSOA) https://periodicos.ufpb.br/ojs2/index.php/biblio/about
2358-0763       CIÊNCIA DA INFORMAÇÃO EM REVISTA https://www.seer.ufal.br/index.php/cir/about
2316-7300       INFORMAÇÃO ARQUIVÍSTICA https://aaerj.org.br/ojs/index.php/informacaoarquivistica/
2317-4390       INFORMAÇÃO@PROFISSÕES https://ojs.uel.br/revistas/uel/index.php/infoprof/about
1981-0695       PESQUISA BRASILEIRA EM CIÊNCIA DA INFORMAÇÃO E BIBLIOTECONOMIA http://www.pbcib.com/
1981-6766       PONTODEACESSO (UFBA) https://periodicos.ufba.br/index.php/revistaici/about
2525-7935       REVISTA CONHECIMENTO EM AÇÃO https://revistas.ufrj.br/index.php/rca/about
1983-5116       TENDÊNCIAS DA PESQUISA BRASILEIRA EM CIÊNCIA DA INFORMAÇÃO https://revistas.ancib.org/index.php/tpbci/about
2238-5894       BIBLIOTECA ESCOLAR EM REVISTA https://www.revistas.usp.br/berev
2317-675X      COMUNICAÇÃO & INFORMAÇÃO https://revistas.ufg.br/ci
2358-3908       INFORMAÇÃO & TECNOLOGIA (ITEC) https://periodicos.ufpb.br/index.php/itec/about
2358-3193       REBECIN - REVISTA BRASILEIRA DE EDUCAÇÃO EM CIÊNCIA DA INFORMAÇÃO https://portal.abecin.org.br/rebecin/about
2526-6160       REVISTA BIBLIOMAR https://periodicoseletronicos.ufma.br/index.php/bibliomar/about
2318-6186       ARCHEION ONLINE https://periodicos.ufpb.br/ojs/index.php/archeion/about
2447-7842       BIBLIOCANTO https://periodicos.ufrn.br/bibliocanto/about
0102-4388       BIBLOS (RIO GRANDE) https://periodicos.furg.br/biblos
2359-0033        CaJur - CADERNOS DE INFORMAÇÃO JURÍDICA https://www.cajur.com.br/index.php/cajur/about
2595-4768       CONCI: CONVERGÊNCIAS EM CIÊNCIA DA INFORMAÇÃO https://periodicos.ufs.br/conci/about
2595-9778       REVISTA FONTES DOCUMENTAIS https://periodicos.ufba.br/index.php/RFD/about
2237-6658       MÚLTIPLOS OLHARES EM CIÊNCIA DA INFORMAÇÃO https://periodicos.ufba.br/index.php/RFD/about
2238-5436       MUSEOLOGIA & INTERDISCIPLINARIDADE https://periodicos.unb.br/index.php/museologia
1984-3917       REVISTA DE MUSEOLOGIA E PATRIMONIO http://revistamuseologiaepatrimonio.mast.br/index.php/ppgpmus/about
2317-9708       RACIN - REVISTA ANALISANDO EM CIÊNCIA DA INFORMAÇÃO https://revista.uepb.edu.br/racin
2595-9379       REVISTA CAJUEIRO https://periodicos.ufs.br/Cajueiro/about
2447-0198       RiSC - REVISTA INFORMAÇÃO NA SOCIEDADE CONTEMPORÂNEA https://periodicos.ufrn.br/informacao/about
2447-0120       REVISTA FOLHA DE ROSTO https://periodicos.ufca.edu.br/ojs/index.php/folhaderosto/about